# Хроника (историографија)
Хроника (from  – „вријеме“) или временик, историографски је рад у којем су догађаји изложени по хронолошким редоследу збивања.

## Настанак
У прво вријеме биле су средњовјековни записи догађаја и личности по мјесту у времену, и нису придавале посебно значење  суштинским тумачењима догађаја које су обрађивали.
У јужнословенском језичком поднебљу најпознатија хроника је Хроника попа Дукљанина. Постоје и хронике које су се бавиле другим временима и другим културно-цивилизацијским просторима. Такву је написао мозарапски хроничар у Визиготској Хиспанији – извор података о касној историји Визигота у Хиспанији.

## Српске хронике
У старијој српској историографији, најпознатије су Хронике славеносербске, које је крајем 17. и почетком 18. века написао самозвани српски деспот Ђорђе Бранковић (1645-1711).